# Chiesa del Preziosissimo Sangue (New York)
La chiesa del Preziosissimo Sangue, costruita tra il 1891 e il 1904, è una chiesa cattolica di New York, situata nel cuore della Little Italy (Manhattan). La chiesa ospita il santuario di San Gennaro ed è al centro dell'annuale festa di san Gennaro.

## Storia
L'iniziativa di costruire la chiesa del Preziosissimo Sangue nel cuore della Little Italy (Manhattan) fu presa dai Padri scalabriniani nel  1891. Nell'impossibilità di far fronte alle spese per il completamento dei lavori, si ricorse all'aiuto dei Padri francescani a cui nel 1894 fu affidata la responsabilità dell'impresa. Nel frattempo era stato realizzato il seminterrato della chiesa che poté essere aperto al culto mentre si provvedevano a raccogliere i fondi necessari per la costruzione della chiesa superiore.
Anche in queste condizioni la chiesa officiava già oltre 2000 battesimi all'anno. Comprendendo quanto importante fosse il culto di san Gennaro per la maggioranza dei parrocchiani provenienti da Napoli, i padri francescani fornirono la chiesa con una reliquia del sangue del santo.
Il 7 luglio 1901 si poterono finalmente riprendere i lavori per il completamento della chiesa, che ebbero termine tre anni dopo, nel 1904.
Da allora la chiesa è stata al centro della vita della Little Italy (Manhattan) ed il punto focale dell'annuale festa di san Gennaro, sviluppatasi fino a diventare uno degli eventi più importanti per gli italoamericani di New York.
I cambiamenti demografici, con il progressivo trasferimento dei residenti italiani in altre quartieri della città hanno radicalmente modificate le funzioni della chiesa che al di fuori della Festa patronale serve oggi una comunità in maggioranza vietnamita.
Restituita alla sua integrità strutturale da importanti restauri nel 1995-97, la chiesa sembra aver trovato oggi nuova vita in questa sua duplice funzione di servizio alla comunità italiana e a quella vietnamita.